# 布罗蒙拉莫特
布罗蒙拉莫特（法語：Bromont-Lamothe，法語發音：[bʁɔmɔ̃ lamɔt]）是法国多姆山省的一个市镇，位于该省西部，属于里永区。

## 地理
布罗蒙拉莫特（45°50'25"N, 2°49'9"E）面积38.07 平方千米，位于法国奥弗涅-罗讷-阿尔卑斯大区多姆山省，该省份为法国中南部省份，北起阿列省接壤，东临卢瓦尔省，南至上盧瓦爾省和康塔爾省，西接科雷兹省和克勒兹省。
与布罗蒙拉莫特接壤的市镇（或旧市镇、城区）包括：沙普德博福尔、锡斯泰讷拉福雷、热勒、拉古泰勒、蒙费尔米、蓬日博、圣乌尔斯、圣皮埃尔-勒沙斯泰勒。

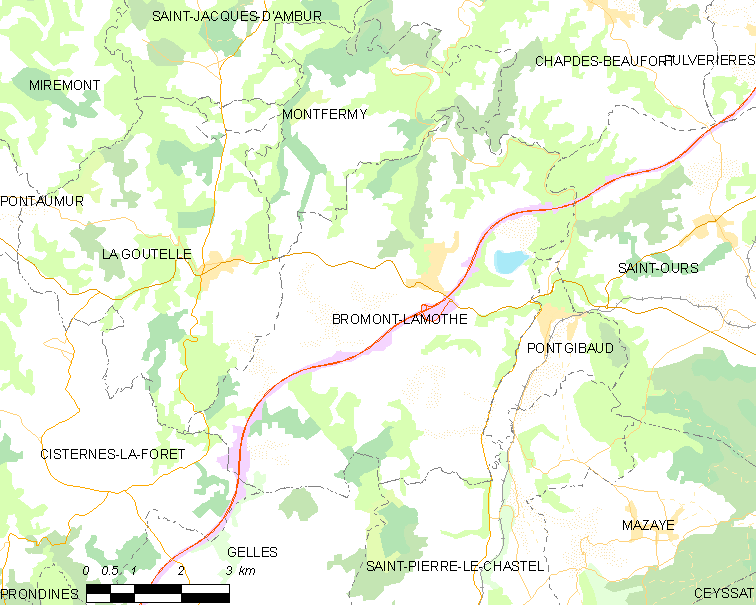
布罗蒙拉莫特的OSM定位图

布罗蒙拉莫特的时区为UTC+01:00、UTC+02:00（夏令时）。

## 行政
布罗蒙拉莫特的邮政编码为63230，INSEE市镇编码为63055。

## 政治
布罗蒙拉莫特所属的省级选区为圣乌尔斯县。

## 人口

1962-2008年间布罗蒙拉莫特人口变化图示

布罗蒙拉莫特于2022年1月1日时的人口数量为1016人。